# Kolluthos
Kolluthos aus Lykopolis war ein antiker griechischer Autor. Er lebte unter Kaiser Anastasios I., also an der Wende vom 5. zum 6. Jahrhundert.
Von seinen Werken ist überliefert der Raub der Helena (Ἁρπαγὴ Ἑλένης), ein Gedicht in 392 Hexametern, das den Stil des Nonnos imitiert. Weitere Werke (Kalydoniaka, Enkomia, Persika) sind nicht erhalten.

## Textausgaben und Übersetzungen
- Tryphiodori et Colluthi carmina. Hrsg. von Wilhelm Weinberger. Teubner, Leipzig 1896.
- Oppian, Colluthus, Tryphiodorus. Übersetzung von Alexander W. Mair. Loeb Classical Library Bd. 219. Heinemann, London 1928.
- Kolluthos: Raub der Helena. Griechisch-deutsch. Einleitung, Text, Übersetzung und Anmerkungen von Otto Schönberger. Königshausen & Neumann, Würzburg 1993, ISBN 3-88479-819-7
- Kolluthos: Raub der Helena (Manuel Baumbach), in: Griechische Kleinepik, Hrsg. Manuel Baumbach, Horst Sitta, Fabian Zogg, Sammlung Tusculum, 2019 (Griechisch-Deutsch)